# Puig Segalar (Cassà de la Selva)
El Puig Segalar és una muntanya de 191 metres que es troba al municipi de Cassà de la Selva, a la comarca del Gironès.